# Erik Izraelewicz
Érik Izraelewicz (6 de febrero de 1954 - 27 de noviembre de 2012) fue un periodista y escritor francés, especializado en economía y finanzas. Desde febrero de 2011 fue director ejecutivo y editorial del diario Le Monde, después de haber ocupado el mismo cargo en el diario financiero Les Echos y La Tribune.
Es graduado de HEC Paris y CFJ.